# Большой Каркалай
Большой Каркалай — деревня в Увинском районе Удмуртии, входит в Каркалайское сельское поселение. Находится в 11 км к востоку от посёлка Ува и в 54 км к западу от Ижевска.